# Hiodòntids
Els hiodòntids (Hiodontidae) són l'única família de l'ordre dels hiodontiformes, peixos de riu teleostis del superordre dels osteoglossomorfs, entre els quals s'inclouen només un parell d'espècies vives, distribuïdes per rius de Nord-amèrica, i diverses espècies extintes.

## Descripció
Tenen una longitud corporal màxima d'uns 50 centímetres, amb una aleta anal relativament llarga i una aleta caudal aforquillada.

## Sistemàtica
Acutalment la seva classificació està en discussió. Els hiodontiformes són un ordre relativament nou, formats per una única família, la dels hiodòntids, amb només dues espècies vives del gènere Hiodon i tres gèneres d'espècies extintes. Aquest ordre no es reconegut per algunes fonts, que situen aquesta família dins de l'ordre dels osteoglossiformes.
Independentment de a quins ordre pertany, aquesta família està formada pels següents 4 gèneres:
- Eohiodon †
- Hiodon - Peixos ulls de lluna
  - Hiodon alosoides (Rafinesque, 1819)
  - Hiodon tergisus (Lesueur, 1818)
- Plesiolycoptera †
- Yanbiania †